# Centaurea triumfetti
Centaurea triumfetti é uma espécie de planta com flor pertencente à família Asteraceae. 
A autoridade científica da espécie é All, tendo sido publicada em Auctarium ad Synopsim Methodicam Stirpium Horti Reg. Taurinensis 16. 1773.

## Portugal
Trata-se de uma espécie presente no território português, nomeadamente os seguintes táxones infraespecíficos:
- Centaurea triumfetti subsp. lingulata - presente em Portugal Continental. Em termos de naturalidade é endémica da Península Ibérica. Não se encontra protegida por legislação portuguesa ou da Comunidade Europeia.